# Aire d'attraction de Saint-Flour
L'aire d'attraction de Saint-Flour est un zonage d'étude défini par l'Insee pour caractériser l’influence de la commune de Saint-Flour sur les communes environnantes. Publiée en octobre 2020, elle se substitue à l'aire urbaine de Saint-Flour, qui comportait 16 communes dans le zonage de 2010.

### Carte

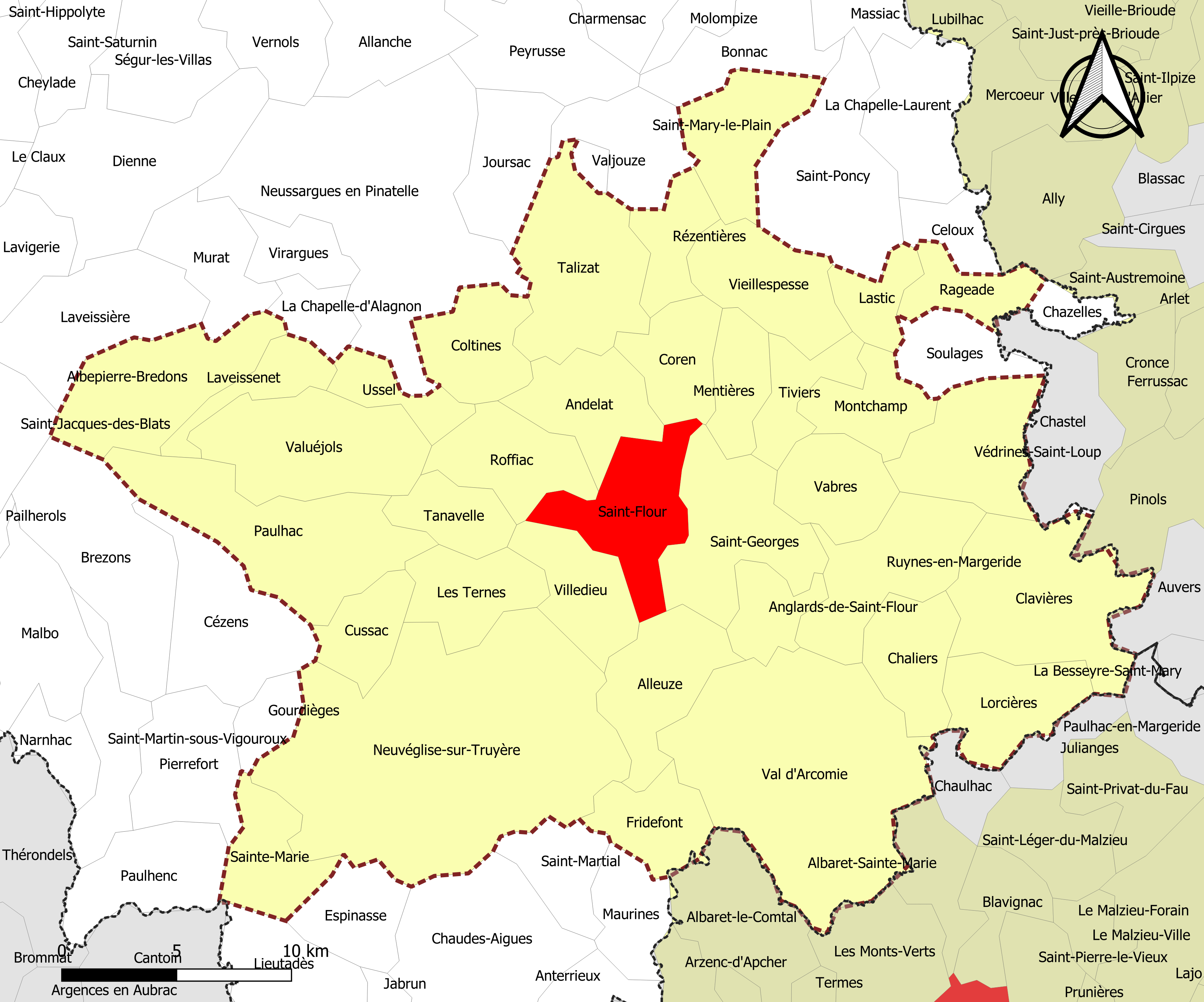
Carte de l'aire d'attraction de Saint-Flour.
Commune-centre
Commune de la couronne

## Définition
L'aire d'attraction d'une ville est composée d’un pôle, défini à partir de critères de population et d’emploi ainsi que d’une couronne constituée des communes dont au moins 15 % des actifs travaillent dans le pôle. Le pôle d’attraction constitue ainsi un point de convergence des déplacements domicile-travail,.

## Géographie
L’aire d'attraction de Saint-Flour est une aire intra-départementale qui comporte 36 communes dans le Cantal. 

### Composition communale
| Nom                          | Code Insee | Département | Statut                 | Superficie (km2) | Population (dernière pop. légale) | Densité (hab./km2) | Modifier                                    |
| ---------------------------- | ---------- | ----------- | ---------------------- | ---------------- | --------------------------------- | ------------------ | ------------------------------------------- |
| Saint-Flour (commune-centre) | 15187      | Cantal      | commune-centre         | 27,14            | 6 390 (2022)                      | 235                | modifier les données · modifier les données |
| Alleuze                      | 15002      | Cantal      | commune de la couronne | 22,85            | 225 (2022)                        | 9,8                | modifier les données · modifier les données |
| Andelat                      | 15004      | Cantal      | commune de la couronne | 21,05            | 474 (2022)                        | 23                 | modifier les données · modifier les données |
| Anglards-de-Saint-Flour      | 15005      | Cantal      | commune de la couronne | 12,28            | 403 (2022)                        | 33                 | modifier les données · modifier les données |
| Albepierre-Bredons           | 15025      | Cantal      | commune de la couronne | 34,42            | 240 (2022)                        | 7,0                | modifier les données · modifier les données |
| Chaliers                     | 15034      | Cantal      | commune de la couronne | 18,37            | 139 (2022)                        | 7,6                | modifier les données · modifier les données |
| Clavières                    | 15051      | Cantal      | commune de la couronne | 44,66            | 193 (2022)                        | 4,3                | modifier les données · modifier les données |
| Coltines                     | 15053      | Cantal      | commune de la couronne | 19,02            | 428 (2022)                        | 23                 | modifier les données · modifier les données |
| Coren                        | 15055      | Cantal      | commune de la couronne | 16,86            | 445 (2022)                        | 26                 | modifier les données · modifier les données |
| Cussac                       | 15059      | Cantal      | commune de la couronne | 13,68            | 120 (2022)                        | 8,8                | modifier les données · modifier les données |
| Fridefont                    | 15073      | Cantal      | commune de la couronne | 13,96            | 95 (2022)                         | 6,8                | modifier les données · modifier les données |
| Lastic                       | 15097      | Cantal      | commune de la couronne | 10,47            | 108 (2022)                        | 10                 | modifier les données · modifier les données |
| Laveissenet                  | 15100      | Cantal      | commune de la couronne | 10,79            | 135 (2022)                        | 13                 | modifier les données · modifier les données |
| Lorcières                    | 15107      | Cantal      | commune de la couronne | 21,82            | 163 (2022)                        | 7,5                | modifier les données · modifier les données |
| Val d'Arcomie                | 15108      | Cantal      | commune de la couronne | 86,27            | 946 (2022)                        | 11                 | modifier les données · modifier les données |
| Mentières                    | 15125      | Cantal      | commune de la couronne | 13,17            | 124 (2022)                        | 9,4                | modifier les données · modifier les données |
| Montchamp                    | 15130      | Cantal      | commune de la couronne | 15,90            | 142 (2022)                        | 8,9                | modifier les données · modifier les données |
| Neuvéglise-sur-Truyère       | 15142      | Cantal      | commune de la couronne | 125,23           | 1 689 (2022)                      | 13                 | modifier les données · modifier les données |
| Paulhac                      | 15148      | Cantal      | commune de la couronne | 46,92            | 434 (2022)                        | 9,2                | modifier les données · modifier les données |
| Rageade                      | 15158      | Cantal      | commune de la couronne | 12,59            | 99 (2022)                         | 7,9                | modifier les données · modifier les données |
| Rézentières                  | 15161      | Cantal      | commune de la couronne | 13,29            | 110 (2022)                        | 8,3                | modifier les données · modifier les données |
| Roffiac                      | 15164      | Cantal      | commune de la couronne | 21,26            | 562 (2022)                        | 26                 | modifier les données · modifier les données |
| Ruynes-en-Margeride          | 15168      | Cantal      | commune de la couronne | 29,66            | 715 (2022)                        | 24                 | modifier les données · modifier les données |
| Saint-Georges                | 15188      | Cantal      | commune de la couronne | 33,14            | 1 176 (2022)                      | 35                 | modifier les données · modifier les données |
| Sainte-Marie                 | 15198      | Cantal      | commune de la couronne | 17,87            | 103 (2022)                        | 5,8                | modifier les données · modifier les données |
| Saint-Mary-le-Plain          | 15203      | Cantal      | commune de la couronne | 21,80            | 186 (2022)                        | 8,5                | modifier les données · modifier les données |
| Talizat                      | 15231      | Cantal      | commune de la couronne | 37,62            | 596 (2022)                        | 16                 | modifier les données · modifier les données |
| Tanavelle                    | 15232      | Cantal      | commune de la couronne | 13,58            | 220 (2022)                        | 16                 | modifier les données · modifier les données |
| Les Ternes                   | 15235      | Cantal      | commune de la couronne | 19,13            | 567 (2022)                        | 30                 | modifier les données · modifier les données |
| Tiviers                      | 15237      | Cantal      | commune de la couronne | 13,53            | 164 (2022)                        | 12                 | modifier les données · modifier les données |
| Ussel                        | 15244      | Cantal      | commune de la couronne | 10,34            | 458 (2022)                        | 44                 | modifier les données · modifier les données |
| Vabres                       | 15245      | Cantal      | commune de la couronne | 18,83            | 251 (2022)                        | 13                 | modifier les données · modifier les données |
| Valuéjols                    | 15248      | Cantal      | commune de la couronne | 38,51            | 578 (2022)                        | 15                 | modifier les données · modifier les données |
| Védrines-Saint-Loup          | 15251      | Cantal      | commune de la couronne | 27,56            | 120 (2022)                        | 4,4                | modifier les données · modifier les données |
| Vieillespesse                | 15259      | Cantal      | commune de la couronne | 24,91            | 261 (2022)                        | 10                 | modifier les données · modifier les données |
| Villedieu                    | 15262      | Cantal      | commune de la couronne | 18,99            | 544 (2022)                        | 29                 | modifier les données · modifier les données |

## Démographie
Cette aire est catégorisée dans les aires de moins de 50 000 habitants, une catégorie qui regroupe 12,2 % de la population au niveau national,.
| 1968   | 1975   | 1982   | 1990   | 1999   | 2006   | 2011   | 2016   | 2022   |
| ------ | ------ | ------ | ------ | ------ | ------ | ------ | ------ | ------ |
| 21 560 | 21 547 | 21 428 | 20 728 | 19 375 | 19 755 | 19 831 | 19 880 | 19 603 |